# عبد الملك بن حبيب السلمي
أبو مروان عبد الملك بن حبيب المرداسي السلمي (174 هـ / 790م - 238 هـ / 853م) عالم دين أندلسي مالكي المذهب.

## حياته
ولد عبد الملك بن بن حبيب بن سليمان بن هارون بن جاهمة بن العباس بن مرداس السلمي عام 174 هـ، في طليطلة، لأسرة أصلها من كورة إلبيرة، وكان أبوه يعرف بحبيب العصار.
درس عبد الملك بن حبيب في الأندلس على يدي صعصعة بن سلام الدمشقي والغازي بن قيس وزياد بن عبد الرحمن اللخمي، ثم رحل إلى المشرق عام 210 هـ، فحج ودرس علوم الفقه والحديث واللغة والنحو في الحجاز ومصر، وأخذ عن عبد الملك الماجشون وأسد بن موسى وأصبغ بن الفرج وعلي بن جعفر بن محمد بن علي بن الحسين وغيرهم. وعاد إلى الأندلس عام 216 هـ. وروى عنه بقي بن مخلد وابن وضاح وآخرون.
كان شاعرًا عالمًا بالأنساب، كما كانت له مؤلفات في الفقه والتاريخ واللغة والطب، منها كتاب في فتح الأندلس، وكتاب «الواضحة» و«غريب الحديث» و«تفسير الموطأ» و«حروب الإسلام» و«المسجدين» و«سيرة الإمام فيمن أَلْحَد» و«طبقات الفقهاء والتابعين» و«مصابيح الهدى»، و«طبقات المحدثين» و«الفرائض» و«مكارم الأخلاق» و«الورع» و«وصف الفردوس» و«مختصر في الطب» و«الغاية والنهاية»، و«الجامع» و«فضائل الصحابة».
استقدمه الأمير عبد الرحمن بن الحكم إلى قرطبة، ورتبه في المفتين مع يحيى بن يحيى الليثي وغيرهما، غير أن ابن عبد البر قال أنه: «كان بينه وبين يحيى بن يحيى وحشة»، حتى مات يحيى قبله، فانفرد برئاسة العلماء. عده محمد بن عمر بن لبابة عالم الأندلس، وقدّمه الماجشون على سحنون، وقال ابن بشكوال أنه حين بلغ سحنون وفاة ابن حبيب، قال: «مات عالم الأندلس! بل والله عالم الدنيا.» كما قال عنه أبو عمر الصدفي في تاريخه: «كان كثير الرواية, كثير الجمع, يعتمد على الأخذ بالحديث, ولم يكن يميزه, ولا يعرف الرجال, وكان فقيهًا في المسائل.»
توفي عبد الملك بن حبيب السلمي في رمضان 238 هـ، وقيل في رمضان عام 239 هـ.

## الانتقادات عليه
قال عنه أبو عمر الصدفي: «كان يطعن عليه بكثرة الكتب. كما كان يستجيز الأخذ بلا رواية ولا مقابلة.» كما ذكر ابن عبد البر أنه: «كان لا يفهم طرق الحديث, فكان أهل زمانه ينسبونه إلى الكذب, ولا يرضونه.» وكان ابن حزم يرى أنه: ليس بثقة، وأن روايته ساقطة مطرحة. وقال ابن سيد الناس أنه: «ضعّفه غير واحد، وبعضهم اتهمه بالكذب». كما قال ابن الفرضي أنه: «أنه لم يكن له علم بالحديث، ولا يعرف صحيحه من سقيمه. وأنه كان يتساهل، ويحمل على سبيل الإجازة أكثر رواياته.»